# Epipagis calis
Epipagis calis là một loài bướm đêm trong họ Crambidae.